# Assiminea palauensis
Assiminea palauensis е вид охлюв от семейство Assimineidae.

## Разпространение
Видът е разпространен в Палау.